# ジェネラルカタログ
ジェネラルカタログ（General Catalogue , General Catalogue of Nebulae and Clusters of Stars ）は、星雲目録を元にジョン・ハーシェルが作った5,079個の星雲・星団を含む天体カタログである。
のちにジョン・ドレイヤーが追補しニュージェネラルカタログ(NGC)となった。